# Barstaszár
Barstaszár, (szlovákul Tesáre nad Žitavou)  Taszármalonya településrésze, korábban önálló falu Szlovákiában, a Nyitrai kerület Aranyosmaróti járásában.

## Fekvése
Aranyosmaróttól 5 km-re délnyugatra a Zsitva jobb partján fekszik, Taszármalonya északi részét képezi.

## Története
A települést 1075-ben "Tazzar" alakban a garamszentbenedeki apátság birtokai között említik először.
Taszár egykor besenyők faluja volt, melyet I. Géza király adott 20 ekényi földdel szántásra, valamint nagy erdővel, rétekkel, legelőkkel és 10 háznép áccsal a garamszentbenedeki apátságnak. Részben Bars várának uradalmához tartozott.
1209-ben "Tessar", 1275-ben "Thescer" néven szerepel az írott forrásokban.
Neve a szláv "tesár"= ács főnévből származik, ami arra utal, hogy eredeti lakói uradalmi ácsok voltak.
1534-ben malma és 17 portája volt. 1565-ben az esztergomi káptalan birtoka. 1601-ben malma és 41 háza volt. 1715-ben 30 adózó háztartás volt a településen. 1828-ban 94 házában 621 lakos élt, akik főként mezőgazdasággal foglalkoztak.
A trianoni békeszerződésig Bars vármegye Aranyosmaróti járásához tartozott.

## Népessége
1910-ben 916, többségben szlovák lakosa volt, jelentős magyar kisebbséggel.
2001-ben Taszármalonya 1639 lakosából 1610 szlovák volt.

## Nevezetességei
Római katolikus temploma 1763-ban épült barokk stílusban a 13. századi templom helyén. 1804-ben klasszicista stílusban építették át.